# Поскрёбышев, Евгений Михайлович
Евгений Михайлович Поскрёбышев (9 марта 1923 — 2009) — передовик советского судостроения, слесарь инструментального цеха Хабаровского завода судового машиностроения имени А. М. Горького Министерства судостроительной промышленности СССР, Герой Социалистического Труда (1971). Почётный гражданин города Хабаровска (1983).

## Биография
Родился 9 марта 1923 года в селе Балезино, ныне Балезинского района республики Удмуртия, в русской семье рабочего.
Завершив обучение в неполной средней школе, поехал в город Красноуральск, где поступил на обучение в фабрично-заводское училище. Получив специальность слесарь в декабре 1940 года, он вместе с другими однокурсниками по комсомольской путёвке направился в город Хабаровск и с 14 января 1941 года трудоустроился слесарем инструментального цеха завода им. М. Горького. Новаторский талант Евгения Михайловича раскрылся ещё в годы Великой Отечественной войны. Он стал изготовливать оснастку для военной продукции, что позволило увеличить производство техники, необходимой фронту.
На заводе Поскрёбышева за его рационализаторство называли профессором. Он не имел необходимого технического образования, но в совершенстве разбирался в конструкциях деталей для судового машиностроения. В 1950-е годы именно его направили в Ленинград для прохождения стажировки на новом оборудовании. На своём заводе он одним из первых стал работать на современных универсально-сборочных приспособлениях. В 1955 году он в своей работе стал использовать индивидуальное клеймо качества.
Указом Президиума Верховного Совета СССР от 26 января 1971 года Евгению Михайловичу Поскрёбышеву было присвоено звание Героя Социалистического Труда с вручением ордена Ленина и золотой медали «Серп и Молот».
С 1946 года являлся членом Коммунистической партии. Избирался в руководящие партийные органы цеха, завода и города. Был участником Парада Победы в честь 40-летия победы в Великой Отечественной войне 1941-1945 годов в 1985 году. С 1983 года находился на пенсии. Общий стаж работы в одном цехе составил более 42 лет.
23 мая 1985 года был удостоен почётного звания "Почётный гражданин Хабаровска".
Проживал в городе Хабаровске. Умер в 2009 году.

## Награды
За трудовые успехи удостоен:
- золотая звезда «Серп и Молот» (26.04.1971),
- орден Ленина (26.04.1971),
- Медаль "За доблестный труд в Великой Отечественной войне 1941-1945 гг."
- Медаль "В ознаменование 100-летия со дня рождения Владимира Ильича Ленина"
- другие медали.
- Почётный гражданин города Хабаровска (23 мая 1983).